# Esther Mamarbachi
Esther Mamarbachi (Friburgo, 26 de julio de 1967), es una periodista y presentadora de la Radio televisión suiza. Ha presentado sobre todo el telediario suizo durante varios años.

## Biografía
Durante sus estudios a Friburgo, siguió en 1982 las clases de la actriz Gisèle Sallin en el Conservatorio de la ciudad. Después de una Matura federal en lenguas modernas y latín, obtiene en 1989 una licencia en ciencias políticas a la universidad de Ginebra. Prosigue después sus estudios al instituto universitario de estudios del desarrollo de Ginebra cuyo es diplomada en 1992. Cumple una pasantía a la Agence télégraphique suisse a Berna antes de debutar, en 1995, como periodista política a la Tribune de Genève y al periódico El Tiempo.
En junio 1999, está comprometida a la televisión suiza francófona donde presenta las emisiones especiales consagradas a las elecciones federales de 1999, así como las emisiones Droit de cité (Derechas de ciudad) y Face aux partis (Frente a los partidos). En lo sucesivo, presenta el telediario de la mi-jornada, y después, desde 2004, aquel de la tarde.
El viernes 12 de diciembre 2008, anuncia su salida del telediario para la emisión Infrarouge.
Presenta Infrarouge durante 4 años y medio con Elisabeth Logean, después durante 3 años con David Berger. Romaine Morard toma el lugar de David Berger en 2016, y es a partir de este momento con Alexis Favre que Esther Mamarbachi forma el nuevo dúo de Infrarouge desde la 2017. Durante el debate Dealers de rue ; une fatalité ? (Narcotraficantes de calle: una fatalidad), difundido el miércoles 6 de junio 2018, Esther Mamarbachi anuncia que es la última vez que presenta la emisión Infrarouge. Se consagra a partir de este momento a la emisión Mise au point (Puesta a punto), donde realiza análisis de terreno y reportajes.

## Vida privada
De origen sirio por su padre y española por su madre, está casada, tiene dos niñas, Isabelle y Alexandre, y vive en Carouge. Es conocida también en el medio de la carrera a pie ; se entrena desde la edad de 16 años. En 2006, se clasifica 11.º en su categoría a la Course de l'Escalade (Carrera de la Escalada en Ginebra) entre más de 1 100 competidores. Participa, el 4 de noviembre de 2007, al maratón de Nueva York, donde recorre los 42,195 km en 3 horas 42 minutos y 12 segundos y se clasifica 6 569.º entre más de 38 600 competidores.